# Morti nel 1959
| Questa pagina contiene informazioni ricavate automaticamente dalle voci biografiche con l'ausilio del template Bio e di un bot. L'aggiornamento è periodico e automatico e ricostruisce completamente la pagina. Se manca una persona in questa lista, sei pregato di non aggiungerla, ma accertati piuttosto che la sua voce biografica contenga il template Bio e che i dati anagrafici siano correttamente compilati. Se il template Bio manca, inseriscilo tu stesso o, in alternativa, metti l'avviso {{tmp\|Bio}} che ne segnala la mancanza. Se i dati riportati sono sbagliati, correggi direttamente la voce biografica; le modifiche saranno visibili in questa lista entro pochi giorni. Per chiarimenti vedi il progetto biografie. La lista contiene solo le 910 persone che sono citate nell'enciclopedia e per le quali è stato implementato correttamente il template Bio. Pagina aggiornata al 18 ago 2025. |

## Gennaio(62)
- 1º gennaio - Incidente di Cecil Kelley, chimico statunitense (n. 1920)
- 1º gennaio - Antonio López Herranz, calciatore e allenatore di calcio spagnolo (n. 1913)
- 2 gennaio - Evangelina Alciati, pittrice italiana (n. 1883)
- 3 gennaio - Hassan Allouba, calciatore egiziano
- 3 gennaio - Celestino Ferrario, politico italiano (n. 1888)
- 3 gennaio - Edwin Muir, poeta, scrittore e traduttore britannico (n. 1887)
- 4 gennaio - Giovanni Braschi, avvocato e politico italiano (n. 1891)
- 4 gennaio - Eugenio Cassani, imprenditore, inventore e dirigente d'azienda italiano (n. 1909)
- 4 gennaio - Lee Shumway, attore statunitense (n. 1884)
- 4 gennaio - Jock Simpson, calciatore inglese (n. 1885)
- 5 gennaio - Akaki Chkhenkeli, politico georgiano (n. 1874)
- 5 gennaio - Alberto Cuttin, calciatore italiano (n. 1893)
- 5 gennaio - Karo Halabyan, architetto e politico sovietico (n. 1897)
- 6 gennaio - Vincenzo Florio jr, imprenditore italiano (n. 1883)
- 7 gennaio - Giovanni Galeati, arbitro di calcio italiano (n. 1901)
- 7 gennaio - Boris Andreevič Lavrenëv, scrittore e commediografo sovietico (n. 1891)
- 8 gennaio - Augusto Majani, pittore e illustratore italiano (n. 1867)
- 9 gennaio - Giuseppe Bottai, politico, militare e giornalista italiano (n. 1895)
- 9 gennaio - Jack Kirwan, allenatore di calcio e calciatore irlandese (n. 1878)
- 9 gennaio - Ferenc Molnár, calciatore e allenatore di calcio ungherese (n. 1884)
- 10 gennaio - John Colin Gregory, tennista britannico (n. 1903)
- 10 gennaio - Roberto Roberti, regista e attore italiano (n. 1879)
- 10 gennaio - Gustav Schröder, comandante marittimo tedesco (n. 1885)
- 11 gennaio - Lydia Kyasht, ballerina russa (n. 1885)
- 11 gennaio - Alfonsina Pieri, attrice italiana (n. 1880)
- 11 gennaio - Susana Soca, poetessa e scrittrice uruguaiana (n. 1906)
- 12 gennaio - Edvard Eriksen, scultore danese (n. 1876)
- 12 gennaio - Heinrich Ernst Karl Jordan, entomologo tedesco (n. 1861)
- 13 gennaio - Achille Cajafa, avvocato italiano (n. 1904)
- 14 gennaio - George Douglas Howard Cole, economista, politologo e storico britannico (n. 1889)
- 14 gennaio - Pompeo Fabri, pittore e restauratore italiano (n. 1874)
- 15 gennaio - Benvenuto Benvenuti, pittore italiano (n. 1881)
- 16 gennaio - Henri Jacob Victor Sody, zoologo olandese (n. 1892)
- 16 gennaio - Issei Yamamoto, astronomo giapponese (n. 1889)
- 17 gennaio - Arnold Wycombe Gomme, filologo classico e storico britannico (n. 1886)
- 17 gennaio - Hope Loring, sceneggiatrice britannica (n. 1894)
- 18 gennaio - Rita Sacchetto, ballerina e attrice tedesca (n. 1880)
- 19 gennaio - Vladimiro Pini, militare e politico italiano (n. 1879)
- 20 gennaio - Cristoforo Baseggio, militare italiano (n. 1869)
- 21 gennaio - Paša Angelina, operaia sovietica (n. 1912)
- 21 gennaio - Cecil B. DeMille, regista, produttore cinematografico e montatore statunitense (n. 1881)
- 21 gennaio - Carl Switzer, attore statunitense (n. 1927)
- 22 gennaio - Mike Hawthorn, pilota automobilistico britannico (n. 1929)
- 22 gennaio - Elisabeth Moore, tennista statunitense (n. 1886)
- 22 gennaio - Carolina Maraini Sommaruga, contessa svizzero (n. 1869)
- 23 gennaio - Allan Bohlin, attore svedese (n. 1907)
- 23 gennaio - Daniel B. Cathcart, scenografo statunitense (n. 1906)
- 23 gennaio - Ridolfo Mazzucconi, giornalista e scrittore italiano (n. 1889)
- 24 gennaio - Teresio Guglielmone, politico, imprenditore e banchiere italiano (n. 1902)
- 24 gennaio - Jean Lhermitte, neurologo francese (n. 1877)
- 25 gennaio - William Flannery, scenografo e architetto statunitense (n. 1898)
- 25 gennaio - Mario Lanfranchi, politico italiano (n. 1902)
- 26 gennaio - Achille Barbaro, scultore italiano (n. 1910)
- 26 gennaio - Albert Bollmann, calciatore tedesco (n. 1889)
- 26 gennaio - Bruno Gröning, mistico tedesco (n. 1906)
- 28 gennaio - Jean Hans, ciclista su strada francese (n. 1900)
- 28 gennaio - Johannes Kleiman, olandese (n. 1895)
- 28 gennaio - Giuseppe Zelocchi, arbitro di calcio italiano (n. 1899)
- 30 gennaio - Oszkár Abay-Nemes, nuotatore ungherese (n. 1913)
- 30 gennaio - Therese Schnabel, contralto tedesco (n. 1876)
- 31 gennaio - Karl von Prager, generale tedesco (n. 1875)
- 31 gennaio - Emilio Valvassori, dirigente sportivo e arbitro di calcio italiano (n. 1877)

## Febbraio(76)
- 1º febbraio - Madame Sul-Te-Wan, attrice statunitense (n. 1873)
- 2 febbraio - Francesco De Robertis, regista e sceneggiatore italiano (n. 1902)
- 2 febbraio - Toni Egger, alpinista italiano (n. 1926)
- 2 febbraio - Clelia Garibaldi, scrittrice italiana (n. 1867)
- 2 febbraio - Alexander Rueb, scacchista e diplomatico olandese (n. 1882)
- 2 febbraio - Guglielmo Visocchi, politico italiano (n. 1900)
- 3 febbraio - The Big Bopper, cantautore e disc jockey statunitense (n. 1930)
- 3 febbraio - Herbert Greenwald, imprenditore statunitense (n. 1915)
- 3 febbraio - Buddy Holly, cantautore e chitarrista statunitense (n. 1936)
- 3 febbraio - Sidney Robinson, siepista e mezzofondista britannico (n. 1876)
- 3 febbraio - Ritchie Valens, cantante e chitarrista statunitense (n. 1941)
- 3 febbraio - Beulah Zachary, regista e produttrice televisiva statunitense (n. 1911)
- 4 febbraio - Clifford Coffin, generale britannico (n. 1870)
- 4 febbraio - Robert Emerson, botanico statunitense (n. 1903)
- 4 febbraio - Una O'Connor, attrice irlandese (n. 1880)
- 4 febbraio - Nazareno Patrizi, presbitero italiano (n. 1866)
- 4 febbraio - Umberto Ripamonti, ciclista su strada italiano (n. 1895)
- 5 febbraio - Curt Sachs, etnomusicologo tedesco (n. 1881)
- 6 febbraio - Konkordija Evgen'evna Antarova, contralto russo (n. 1886)
- 6 febbraio - Frank Riseley, tennista britannico (n. 1877)
- 6 febbraio - Erwin Stalder, calciatore svizzero (n. 1908)
- 7 febbraio - Guitar Slim, chitarrista statunitense (n. 1926)
- 7 febbraio - Nap Lajoie, giocatore di baseball e allenatore di baseball statunitense (n. 1874)
- 7 febbraio - Daniel François Malan, politico sudafricano (n. 1874)
- 7 febbraio - Enrico Simonini, calciatore italiano (n. 1900)
- 8 febbraio - William Joseph Donovan, generale e agente segreto statunitense (n. 1883)
- 8 febbraio - Daniel Soubeyran, canottiere francese (n. 1875)
- 9 febbraio - Vitale De Stefano, attore e regista italiano (n. 1886)
- 9 febbraio - Karl Mauss, generale tedesco (n. 1898)
- 10 febbraio - Mario Chini, poeta, museologo e traduttore italiano (n. 1876)
- 11 febbraio - Robert Altmayer, generale francese (n. 1875)
- 11 febbraio - Jean Margraff, schermidore francese (n. 1876)
- 11 febbraio - Marshall Teague, pilota automobilistico statunitense (n. 1921)
- 12 febbraio - George Antheil, compositore, pianista e scrittore statunitense (n. 1900)
- 13 febbraio - William Axt, compositore statunitense (n. 1888)
- 13 febbraio - Paul Günther, tuffatore tedesco (n. 1882)
- 14 febbraio - Warren Dodds, batterista statunitense (n. 1898)
- 15 febbraio - Owen Willans Richardson, fisico inglese (n. 1879)
- 16 febbraio - Paul Chalfin, architetto statunitense (n. 1874)
- 16 febbraio - John Foster, regista e fumettista statunitense (n. 1886)
- 16 febbraio - Tim Mara, dirigente sportivo statunitense (n. 1887)
- 16 febbraio - Leo Brandi, attore, cantante e comico italiano (n. 1894)
- 17 febbraio - Kathryn Adams, attrice statunitense (n. 1893)
- 17 febbraio - Luigi Chiodi, ciclista su strada italiano (n. 1887)
- 17 febbraio - Luigi Emanueli, ingegnere e inventore italiano (n. 1883)
- 18 febbraio - Alfred Alessandrescu, direttore d'orchestra, pianista e compositore romeno (n. 1893)
- 18 febbraio - Gago Coutinho, geografo, aviatore e ufficiale portoghese (n. 1869)
- 18 febbraio - Paul Zeiger, calciatore francese (n. 1881)
- 19 febbraio - Luigi Michelacci, pittore italiano (n. 1879)
- 19 febbraio - Angelo Pasolini, calciatore italiano (n. 1905)
- 20 febbraio - George Archainbaud, regista francese (n. 1890)
- 20 febbraio - Otto Bartning, architetto tedesco (n. 1883)
- 20 febbraio - Laurence Housman, drammaturgo e illustratore inglese (n. 1865)
- 21 febbraio - Marziano Perosi, compositore e organista italiano (n. 1875)
- 22 febbraio - Harold Hardwick, nuotatore australiano (n. 1888)
- 22 febbraio - Karl Hessenberg, matematico e ingegnere tedesco (n. 1904)
- 22 febbraio - Dmitrij Manuil'skij, politico sovietico (n. 1883)
- 22 febbraio - Oreste Margarucci, medico italiano (n. 1868)
- 22 febbraio - William Hobson Mills, chimico britannico (n. 1873)
- 22 febbraio - Helen Parrish, attrice statunitense (n. 1923)
- 22 febbraio - Francis Pélissier, ciclista su strada e dirigente sportivo francese (n. 1894)
- 23 febbraio - Casimiro Buttini, militare e aviatore italiano (n. 1887)
- 23 febbraio - Pierre Frieden, politico lussemburghese (n. 1892)
- 23 febbraio - Luis Palés Matos, scrittore e poeta portoricano (n. 1898)
- 24 febbraio - Arthur Young, attore britannico (n. 1898)
- 25 febbraio - René Belbenoît, scrittore francese (n. 1899)
- 25 febbraio - Céline Martin, monaca cristiana francese (n. 1869)
- 25 febbraio - Alojz Kraigher, scrittore, drammaturgo e medico sloveno (n. 1877)
- 26 febbraio - Alexandra Duff, nobile inglese (n. 1891)
- 26 febbraio - Julius Steger, attore, regista e sceneggiatore austriaco (n. 1886)
- 27 febbraio - Shigeyoshi Miwa, ammiraglio giapponese (n. 1892)
- 27 febbraio - Patrick O'Connell, calciatore e allenatore di calcio irlandese (n. 1887)
- 27 febbraio - Fernando Silvestri, generale e aviatore italiano (n. 1896)
- 28 febbraio - Maxwell Anderson, scrittore statunitense (n. 1888)
- 28 febbraio - Angelo Bartolomasi, arcivescovo cattolico e militare italiano (n. 1869)
- 28 febbraio - Mack Gordon, compositore e paroliere statunitense (n. 1904)

## Marzo(66)
- 1º marzo - Onofrio Fragnito, medico italiano (n. 1871)
- 1º marzo - Ragnar Malm, ciclista su strada svedese (n. 1893)
- 2 marzo - Eric Blore, attore britannico (n. 1887)
- 2 marzo - Angelo Calabrese, attore italiano (n. 1888)
- 2 marzo - William A. Horning, scenografo statunitense (n. 1904)
- 3 marzo - Lou Costello, attore e comico statunitense (n. 1906)
- 3 marzo - Paul Mulla, presbitero e islamista turco (n. 1891)
- 3 marzo - Paul Nicolas, calciatore e allenatore di calcio francese (n. 1899)
- 4 marzo - Tom Bromilow, allenatore di calcio e calciatore inglese (n. 1894)
- 4 marzo - Maxie Long, velocista statunitense (n. 1878)
- 4 marzo - Ethel Teare, attrice statunitense (n. 1894)
- 4 marzo - Ruggero Verity, medico e entomologo italiano (n. 1883)
- 5 marzo - Alf Blütecher, attore norvegese (n. 1880)
- 6 marzo - Maurice Bennett Flynn, attore statunitense (n. 1892)
- 6 marzo - Paolo Ravano, calciatore italiano (n. 1888)
- 6 marzo - Fred Stone, attore statunitense (n. 1873)
- 7 marzo - Alfred Cartier, calciatore e banchiere svizzero (n. 1882)
- 7 marzo - Ottavio Dinale, politico italiano (n. 1871)
- 7 marzo - Ichirō Hatoyama, politico giapponese (n. 1883)
- 7 marzo - Michele Landolfi, medico italiano (n. 1878)
- 7 marzo - Arthur Cecil Pigou, economista inglese (n. 1877)
- 8 marzo - Max Gerson, medico tedesco (n. 1881)
- 8 marzo - Robert Van Eenaeme, ciclista su strada e pistard belga (n. 1916)
- 9 marzo - Brigitte Herbst, tedesca (n. 1895)
- 11 marzo - László Pesovnik, calciatore ungherese (n. 1901)
- 13 marzo - Robert Forde, marinaio e esploratore irlandese (n. 1875)
- 13 marzo - Andrés Gaos, compositore e violinista spagnolo (n. 1874)
- 13 marzo - Engelbert Lagerwey, vescovo vetero-cattolico olandese (n. 1880)
- 13 marzo - Ricardo Levene, sociologo argentino (n. 1885)
- 14 marzo - Eugenio Broccardi, ingegnere e politico italiano (n. 1867)
- 14 marzo - Theodore Studier, ginnasta statunitense (n. 1882)
- 15 marzo - Luigi Masini, militare, partigiano e politico italiano (n. 1889)
- 15 marzo - Thomas Swindlehurst, tiratore di fune britannico (n. 1874)
- 15 marzo - Lester Young, sassofonista statunitense (n. 1909)
- 16 marzo - Michele Adinolfi, prefetto e politico italiano (n. 1876)
- 16 marzo - Jops Reeman, calciatore olandese (n. 1886)
- 16 marzo - Paolo Stiz, generale italiano (n. 1891)
- 17 marzo - Sirio Santucci, compositore italiano (n. 1901)
- 17 marzo - Galaktion Tabidze, poeta sovietico (n. 1891)
- 17 marzo - Heinrich Voigtsberger, generale tedesco (n. 1903)
- 18 marzo - Lillian Hall, attrice statunitense (n. 1896)
- 19 marzo - Umberto Barbaro, critico cinematografico, sceneggiatore e regista italiano (n. 1902)
- 20 marzo - Eolo Rebua, prefetto e politico italiano (n. 1878)
- 20 marzo - Franz Xaver Zimmermann, scrittore e storico austriaco (n. 1876)
- 21 marzo - Luigi Michiorri, politico italiano (n. 1900)
- 22 marzo - Ol'ga Leonardovna Knipper, attrice teatrale russa (n. 1868)
- 22 marzo - Robert Neumaier, calciatore tedesco (n. 1885)
- 22 marzo - Arcangelo Tiziani, operaio italiano (n. 1907)
- 23 marzo - Gaetano Invernizzi, politico, partigiano e sindacalista italiano (n. 1899)
- 23 marzo - Emma Trentini, soprano italiano (n. 1878)
- 23 marzo - Metod Dominik Trčka, presbitero ceco (n. 1886)
- 24 marzo - Carlo Hopf, calciatore svizzero (n. 1887)
- 25 marzo - Ejler Allert, canottiere danese (n. 1881)
- 25 marzo - Albert Kruschel, ciclista su strada statunitense (n. 1889)
- 26 marzo - Raymond Chandler, scrittore e sceneggiatore statunitense (n. 1888)
- 26 marzo - Carl Enckell, politico e diplomatico finlandese (n. 1876)
- 27 marzo - Giosuè Lombardi, ciclista su strada italiano (n. 1893)
- 27 marzo - Grant Withers, attore statunitense (n. 1905)
- 28 marzo - Ljubov' Golančikova, aviatrice russa (n. 1889)
- 28 marzo - André Siegfried, sociologo e geografo francese (n. 1875)
- 29 marzo - Barthélemy Boganda, politico e presbitero centrafricano (n. 1910)
- 29 marzo - William Richardson, calciatore inglese (n. 1909)
- 30 marzo - Giuseppe Bastianelli, medico italiano (n. 1862)
- 30 marzo - Elpidio Jenco, poeta, docente e politico italiano (n. 1892)
- 30 marzo - Riccardo Zanella, politico italiano (n. 1875)
- 31 marzo - Gleb Maksimilianovič Kržižanovskij, rivoluzionario, politico e ingegnere russo (n. 1872)

## Aprile(62)
- 1º aprile - Rudolf Kassner, scrittore austriaco (n. 1873)
- 1º aprile - Duke R. Lee, attore statunitense (n. 1881)
- 2 aprile - Mykola Čarnec'kyj, vescovo cattolico ucraino (n. 1884)
- 2 aprile - Benjamin Christensen, regista, attore e cantante danese (n. 1879)
- 2 aprile - Franco Silvestri, musicista italiano (n. 1893)
- 3 aprile - Lucia Dunham, soprano, insegnante e saggista statunitense
- 3 aprile - Walter Fischer, calciatore tedesco (n. 1889)
- 4 aprile - George Amick, pilota automobilistico statunitense (n. 1924)
- 4 aprile - Sarah Norcliffe Cleghorn, poetessa statunitense (n. 1876)
- 4 aprile - Florence Goodenough, psicologa statunitense (n. 1886)
- 4 aprile - Jeff Hall, calciatore inglese (n. 1929)
- 5 aprile - Roman Schmidt, aviatore austro-ungarico (n. 1893)
- 6 aprile - Giovanni Battista Funaioli, giurista italiano (n. 1891)
- 6 aprile - Rosalind Ivan, attrice e sceneggiatrice inglese (n. 1880)
- 7 aprile - Moriz Henneberger, scacchista e compositore di scacchi svizzero (n. 1878)
- 8 aprile - Mario de Bernardi, aviatore e militare italiano (n. 1893)
- 8 aprile - Paul-Louis Couchoud, filosofo, medico e scrittore francese (n. 1879)
- 8 aprile - Takahama Kyoshi, poeta, critico letterario e scrittore giapponese (n. 1874)
- 9 aprile - Charley Morris, pugile britannico (n. 1879)
- 9 aprile - Henri-Pierre Roché, scrittore e collezionista d'arte francese (n. 1879)
- 9 aprile - Giovanni Scavo, mezzofondista italiano (n. 1936)
- 9 aprile - Frank Lloyd Wright, architetto statunitense (n. 1867)
- 10 aprile - Jan Černý, politico cecoslovacco (n. 1874)
- 11 aprile - Eric Blom, lessicografo, musicologo e critico musicale svizzero (n. 1888)
- 12 aprile - James Gleason, attore e regista statunitense (n. 1882)
- 12 aprile - Primo Mazzolari, presbitero, scrittore e partigiano italiano (n. 1890)
- 13 aprile - Eduard van Beinum, direttore d'orchestra olandese (n. 1901)
- 13 aprile - Percy Humphreys, calciatore e allenatore di calcio inglese (n. 1880)
- 13 aprile - Karl Meissner, fisico tedesco (n. 1891)
- 14 aprile - Julien Josephson, sceneggiatore statunitense (n. 1881)
- 15 aprile - Mario Longoni, politico italiano (n. 1883)
- 16 aprile - Louis Alibert, linguista francese (n. 1884)
- 16 aprile - Charles Halton, attore statunitense (n. 1876)
- 17 aprile - Arthur Cecil Alport, medico sudafricano (n. 1880)
- 17 aprile - Arturo Chiari, sindacalista italiano (n. 1891)
- 17 aprile - Paul Dujardin, pallanuotista francese (n. 1894)
- 17 aprile - Auguste Lahoulle, generale e aviatore francese (n. 1891)
- 18 aprile - Irving Cummings, regista, attore e sceneggiatore statunitense (n. 1888)
- 18 aprile - Wilhelm Nestle, filologo classico e storico delle religioni tedesco (n. 1865)
- 18 aprile - Natale Prampolini, ingegnere e politico italiano (n. 1876)
- 18 aprile - Percy Smith, calciatore e allenatore di calcio inglese (n. 1880)
- 19 aprile - Karl Wolter, calciatore tedesco (n. 1894)
- 20 aprile - Paul Van Asbroeck, tiratore a segno belga (n. 1874)
- 20 aprile - Morris Jessup, scrittore statunitense (n. 1900)
- 20 aprile - Hermann Kratz, calciatore svizzero (n. 1882)
- 20 aprile - Nicola Russo, generale italiano (n. 1897)
- 21 aprile - Georg Lörner, funzionario tedesco (n. 1899)
- 22 aprile - Gavino Alivia, economista e avvocato italiano (n. 1886)
- 22 aprile - Louise Justine Delbos, violinista e compositrice francese (n. 1906)
- 22 aprile - Nikolaj Vladimirovič Dostal', regista cinematografico sovietico (n. 1909)
- 23 aprile - Ernst Felle, canottiere tedesco (n. 1876)
- 24 aprile - Giuseppe Cancelliere, scacchista italiano (n. 1889)
- 24 aprile - Giovanni Tomatis, direttore della fotografia italiano (n. 1871)
- 25 aprile - Carlo Bergoglio, giornalista, scrittore e disegnatore italiano (n. 1895)
- 27 aprile - Gérard Debaets, ciclista su strada, pistard e ciclocrossista belga (n. 1899)
- 27 aprile - William Fielding Ogburn, sociologo statunitense (n. 1886)
- 28 aprile - Alberto Monroy, generale e politico italiano (n. 1883)
- 29 aprile - Kenneth Arthur Noel Anderson, generale britannico (n. 1891)
- 29 aprile - Alfred Lind, regista, direttore della fotografia e sceneggiatore danese (n. 1879)
- 29 aprile - Thayaht, artista italiano (n. 1893)
- 30 aprile - Damir Feigel, scrittore e umorista sloveno (n. 1879)
- 30 aprile - Nagai Kafū, scrittore giapponese (n. 1879)

## Maggio(67)
- 2 maggio - Dante Carniel, schermidore italiano (n. 1887)
- 2 maggio - Guido Rocco, politico e diplomatico italiano (n. 1886)
- 3 maggio - Renato Birolli, pittore italiano (n. 1905)
- 3 maggio - Giuseppe Santonastaso, politico e avvocato italiano (n. 1875)
- 4 maggio - Alfred Agache, architetto, urbanista e sociologo francese (n. 1875)
- 4 maggio - Henri Berssenbrugge, fotografo olandese (n. 1873)
- 4 maggio - Georges-François-Xavier-Marie Grente, cardinale e arcivescovo cattolico francese (n. 1872)
- 4 maggio - Alberto Laviosa, ingegnere e dirigente d'azienda italiano (n. 1877)
- 5 maggio - Adolf Lindfors, lottatore finlandese (n. 1879)
- 5 maggio - Carlos Saavedra Lamas, giurista e politico argentino (n. 1878)
- 5 maggio - Myron Charles Taylor, imprenditore e diplomatico statunitense (n. 1874)
- 6 maggio - Guido Brignone, regista, sceneggiatore e attore italiano (n. 1886)
- 6 maggio - Ragnar Nurkse, economista statunitense (n. 1907)
- 6 maggio - Fernando Soledade, tiratore a segno brasiliano (n. 1879)
- 7 maggio - Gerardo Bortoletti, calciatore e arbitro di calcio italiano (n. 1889)
- 7 maggio - Samuel Hoare, politico britannico (n. 1880)
- 7 maggio - Crisanto Luque Sánchez, cardinale e arcivescovo cattolico colombiano (n. 1889)
- 8 maggio - Renato Caccioppoli, matematico italiano (n. 1904)
- 8 maggio - John Fraser, calciatore canadese (n. 1881)
- 8 maggio - Erich Hoffmann, dermatologo tedesco (n. 1868)
- 8 maggio - Ibrahim di Johor, sovrano malese (n. 1873)
- 10 maggio - Enrique Guaita, calciatore argentino (n. 1910)
- 10 maggio - Leslie Knighton, allenatore di calcio inglese (n. 1884)
- 10 maggio - Willy Leiser, scultore, pittore e illustratore svizzero (n. 1918)
- 10 maggio - Reuven Shiloah, funzionario e agente segreto israeliano (n. 1909)
- 10 maggio - Albert Thévenon, pallanuotista francese (n. 1901)
- 11 maggio - Marcella Albani, attrice e produttrice cinematografica italiana (n. 1899)
- 11 maggio - Gene Havlick, montatore statunitense (n. 1894)
- 11 maggio - Arvid Spångberg, tuffatore svedese (n. 1890)
- 14 maggio - Sidney Bechet, sassofonista, clarinettista e compositore statunitense (n. 1897)
- 14 maggio - Maria Antonia di Braganza, duchessa portoghese (n. 1862)
- 14 maggio - Ivan Nikolaevič Perestiani, regista cinematografico russo (n. 1870)
- 14 maggio - Athanasios Vouros, schermidore greco (n. 1871)
- 15 maggio - Mario Bracci, giurista italiano (n. 1900)
- 15 maggio - Alexander Forbes Irvine Forbes, astronomo sudafricano (n. 1871)
- 15 maggio - Daniel du Toit, astronomo sudafricano (n. 1917)
- 16 maggio - Jaime García, cavaliere spagnolo (n. 1910)
- 16 maggio - Elisha Scott, allenatore di calcio e calciatore nordirlandese (n. 1894)
- 17 maggio - George Albert Smith, regista, fotografo e inventore britannico (n. 1864)
- 17 maggio - Jerry Unser, pilota automobilistico statunitense (n. 1932)
- 18 maggio - Apsley Cherry-Garrard, zoologo e esploratore britannico (n. 1886)
- 19 maggio - Murray Carleton, golfista statunitense (n. 1885)
- 19 maggio - Bob Cortner, pilota automobilistico statunitense (n. 1927)
- 19 maggio - Francesco Mercoli, sollevatore italiano (n. 1894)
- 20 maggio - Alfred Schütz, filosofo e sociologo austriaco (n. 1899)
- 20 maggio - Irak'li Ts'ereteli, politico georgiano (n. 1881)
- 21 maggio - Ilse Abel, attrice tedesca (n. 1909)
- 22 maggio - Antonio Campolo, calciatore e allenatore di calcio uruguaiano (n. 1897)
- 22 maggio - Arturo Collana, giornalista italiano (n. 1894)
- 22 maggio - Yoshioka Yayoi, medico giapponese (n. 1871)
- 23 maggio - Eric Orbom, scenografo statunitense (n. 1915)
- 24 maggio - John Foster Dulles, politico e avvocato statunitense (n. 1888)
- 24 maggio - Tito Montefinale, generale e politico italiano (n. 1868)
- 25 maggio - Belle Daube, attrice inglese (n. 1887)
- 25 maggio - Philip Kassel, ginnasta e multiplista statunitense (n. 1876)
- 26 maggio - Ed Walsh, giocatore di baseball e allenatore di baseball statunitense (n. 1881)
- 28 maggio - Aurelio Boza Masvidal, scrittore e critico letterario cubano (n. 1900)
- 28 maggio - George Chesebro, attore statunitense (n. 1888)
- 28 maggio - Ludlow Griscom, ornitologo statunitense (n. 1890)
- 28 maggio - Robert Morton Nance, linguista e scrittore britannico (n. 1873)
- 28 maggio - Charles Pélissier, ciclista su strada, pistard e ciclocrossista francese (n. 1903)
- 28 maggio - Lev Pyšnov, pianista russo (n. 1891)
- 29 maggio - Ranieri di Campello, militare e dirigente sportivo italiano (n. 1908)
- 30 maggio - Hesperia, attrice cinematografica italiana (n. 1885)
- 31 maggio - Enrico Malerba, calciatore italiano (n. 1893)
- 31 maggio - Aldo Molinari, regista, giornalista e impresario teatrale italiano (n. 1885)
- 31 maggio - Ede Zathureczky, violinista e musicologo ungherese (n. 1903)

## Giugno(56)
- 1º giugno - Angelo Ficarra, arcivescovo cattolico italiano (n. 1885)
- 1º giugno - Rina Giachetti, soprano italiano (n. 1880)
- 1º giugno - Sax Rohmer, scrittore britannico (n. 1883)
- 2 giugno - Lyda Borelli, attrice italiana (n. 1887)
- 2 giugno - Gabrielle David, pittrice francese (n. 1884)
- 3 giugno - Ole Windingstad, direttore d'orchestra, pianista e compositore norvegese (n. 1886)
- 4 giugno - Charles Vidor, regista statunitense (n. 1900)
- 7 giugno - Joseph Castiglioni, ginnasta francese (n. 1877)
- 7 giugno - Édouard Chimot, editore e artista francese (n. 1880)
- 8 giugno - Pietro Canonica, scultore e compositore italiano (n. 1869)
- 8 giugno - Angelo Delfino, imprenditore italiano (n. 1884)
- 8 giugno - May Harrison, violinista e docente inglese (n. 1890)
- 8 giugno - Leslie Johnson, pilota automobilistico britannico (n. 1912)
- 8 giugno - Edvard Hugo von Zeipel, astronomo svedese (n. 1873)
- 8 giugno - Jean de La Varende, scrittore francese (n. 1887)
- 9 giugno - Aldo Ascoli, ammiraglio italiano (n. 1882)
- 9 giugno - Michael Galitzen, tuffatore statunitense (n. 1909)
- 9 giugno - Otto Ludwig Haas-Heye, stilista tedesco (n. 1879)
- 9 giugno - Adolf Otto Reinhold Windaus, chimico tedesco (n. 1876)
- 10 giugno - Vitalij Valentinovič Bianki, scrittore e naturalista sovietico (n. 1894)
- 10 giugno - Alfredo De Franceschini, allenatore di calcio e calciatore italiano (n. 1902)
- 11 giugno - Grantly Dick-Read, ginecologo britannico (n. 1890)
- 14 giugno - Jerónimo Méndez Arancibia, medico e politico cileno (n. 1887)
- 15 giugno - Kazimierz Bein, scrittore, medico e esperantista polacco (n. 1872)
- 16 giugno - George Reeves, attore statunitense (n. 1914)
- 17 giugno - Joseph Barbara, mafioso italiano (n. 1905)
- 17 giugno - Ildebrando Capatti, pittore e decoratore italiano (n. 1878)
- 18 giugno - Ethel Barrymore, attrice statunitense (n. 1879)
- 18 giugno - Vincenzo Cardarelli, poeta, scrittore e giornalista italiano (n. 1887)
- 18 giugno - Chico Netto, calciatore e allenatore di calcio brasiliano (n. 1894)
- 19 giugno - Bruno Fornaciari, funzionario e politico italiano (n. 1881)
- 20 giugno - Hitoshi Ashida, politico giapponese (n. 1887)
- 20 giugno - Maria Ortiz, bibliotecaria, traduttrice e critica letteraria italiana (n. 1881)
- 21 giugno - Fay Lanphier, modella statunitense (n. 1905)
- 22 giugno - Bruce Harlan, tuffatore statunitense (n. 1926)
- 22 giugno - Karl Jäger, militare svizzero (n. 1888)
- 23 giugno - Cesare Maria De Vecchi, generale, politico e diplomatico italiano (n. 1884)
- 23 giugno - Jean Gallon, pedagogo e compositore francese (n. 1878)
- 23 giugno - Fritz Kraemer, generale tedesco (n. 1900)
- 23 giugno - Arturo Labriola, politico e economista italiano (n. 1873)
- 23 giugno - Boris Vian, scrittore, paroliere e drammaturgo francese (n. 1920)
- 24 giugno - Fausto Barbolini, calciatore italiano (n. 1907)
- 24 giugno - Alfredo Mario Ferreiro, poeta uruguaiano (n. 1899)
- 25 giugno - Charles Starkweather, serial killer statunitense (n. 1938)
- 26 giugno - Kurt Moeschter, canottiere tedesco (n. 1903)
- 27 giugno - Luciano De Nardis, poeta e letterato italiano (n. 1895)
- 27 giugno - Giovanni Pastrone, regista, sceneggiatore e attore italiano (n. 1882)
- 27 giugno - Elia di Borbone-Parma, nobile (n. 1880)
- 28 giugno - Hermann Leopoldi, compositore e cabarettista austriaco (n. 1888)
- 28 giugno - Christian Svendsen, ginnasta danese (n. 1890)
- 29 giugno - Egidio Brugola, imprenditore e inventore italiano (n. 1901)
- 29 giugno - Giovanni Daraio, scrittore e presbitero italiano (n. 1873)
- 29 giugno - Geert Lotsij, canottiere olandese (n. 1878)
- 29 giugno - Paul Rosenberg, mercante d'arte e gallerista francese (n. 1881)
- 29 giugno - Italo Mario Sacco, sindacalista e politico italiano (n. 1886)
- 30 giugno - José Vasconcelos, scrittore, filosofo e politico messicano (n. 1882)

## Luglio(73)
- 1º luglio - Albert Bechestobill, lottatore statunitense (n. 1879)
- 1º luglio - Max O. Lorenz, economista statunitense (n. 1876)
- 2 luglio - Robert Burnett, ammiraglio britannico (n. 1887)
- 3 luglio - Johan Bojer, scrittore norvegese (n. 1872)
- 4 luglio - José María Jarabo, serial killer spagnolo (n. 1923)
- 4 luglio - Giuseppe Augusto Mariani, militare italiano (n. 1884)
- 4 luglio - Hans Weymar, calciatore tedesco (n. 1884)
- 5 luglio - Vittorio Podrecca, italiano (n. 1883)
- 6 luglio - Gino Corazza, calciatore italiano (n. 1894)
- 6 luglio - George Grosz, pittore tedesco (n. 1893)
- 7 luglio - Hermenegildo Anglada Camarasa, pittore spagnolo (n. 1872)
- 7 luglio - Harry Yarnell, ammiraglio statunitense (n. 1875)
- 9 luglio - Fulvio Balisti, militare e politico italiano (n. 1890)
- 9 luglio - Jerzy Leszczyński, attore polacco (n. 1884)
- 9 luglio - Carl Moos, illustratore tedesco (n. 1878)
- 9 luglio - Giovanni Pallastrelli, politico e agronomo italiano (n. 1881)
- 9 luglio - Félix Quesada, calciatore spagnolo (n. 1902)
- 9 luglio - Frank Vaughn, calciatore statunitense (n. 1902)
- 10 luglio - Raffaele Cafiero, giornalista, politico e armatore italiano (n. 1891)
- 10 luglio - Marcel Nguyễn Tân Văn, religioso vietnamita (n. 1928)
- 11 luglio - Domenico Marzi, politico, avvocato e partigiano italiano (n. 1876)
- 12 luglio - Paul Dorn, geologo tedesco (n. 1901)
- 12 luglio - Carles Riba, poeta e scrittore spagnolo (n. 1893)
- 13 luglio - Franco Pastorino, attore italiano (n. 1933)
- 13 luglio - Herb Trube, mezzofondista statunitense (n. 1886)
- 14 luglio - Grock, circense svizzero (n. 1880)
- 15 luglio - Ernest Bloch, compositore e violinista svizzero (n. 1880)
- 15 luglio - Agostino Gemelli, francescano, medico e psicologo italiano (n. 1878)
- 15 luglio - Ruben Lagus, generale finlandese (n. 1896)
- 15 luglio - Félix Mendizábal, velocista spagnolo (n. 1891)
- 15 luglio - Angelica Pandolfini, soprano italiano (n. 1871)
- 16 luglio - Andrew Neu, ginnasta e multiplista statunitense (n. 1873)
- 16 luglio - Henri Prost, architetto e urbanista francese (n. 1874)
- 17 luglio - Billie Holiday, cantante statunitense (n. 1915)
- 17 luglio - Eugene Meyer, banchiere e editore statunitense (n. 1875)
- 18 luglio - Arturo Bocciardo, ingegnere, dirigente d'azienda e politico italiano (n. 1876)
- 18 luglio - Celeste Negarville, antifascista e giornalista italiano (n. 1905)
- 19 luglio - Licco Amar, violinista ungherese (n. 1891)
- 19 luglio - Imre Schlosser, calciatore e allenatore di calcio ungherese (n. 1889)
- 20 luglio - Karl Ansén, calciatore svedese (n. 1887)
- 20 luglio - Harry Fox, attore e ballerino statunitense (n. 1882)
- 20 luglio - William Leahy, ammiraglio e diplomatico statunitense (n. 1875)
- 21 luglio - Riccardo Filangieri, archivista, storico e genealogista italiano (n. 1882)
- 21 luglio - Nils Granfelt, ginnasta svedese (n. 1887)
- 21 luglio - Archibald Selwyn, produttore teatrale statunitense (n. 1877)
- 22 luglio - Lal Bokhari, hockeista su prato indiano (n. 1909)
- 22 luglio - Ermanno Contini, giornalista, critico cinematografico e sceneggiatore italiano (n. 1902)
- 22 luglio - David van Dantzig, matematico olandese (n. 1900)
- 22 luglio - Ted Harper, calciatore inglese (n. 1901)
- 22 luglio - Paolo Venini, vetraio, designer e imprenditore italiano (n. 1895)
- 23 luglio - Giovanni Cartia, avvocato e politico italiano (n. 1894)
- 24 luglio - Mihail Lascăr, generale e politico rumeno (n. 1889)
- 25 luglio - Yitzhak HaLevi Herzog, rabbino israeliano (n. 1888)
- 25 luglio - Mutara III del Ruanda, sovrano ruandese (n. 1911)
- 26 luglio - Manuel Altolaguirre, poeta spagnolo (n. 1905)
- 26 luglio - José Benincasa, calciatore uruguaiano (n. 1891)
- 26 luglio - Karl Ehn, architetto austriaco (n. 1884)
- 26 luglio - James Hazen Hyde, imprenditore statunitense (n. 1876)
- 26 luglio - Alois Irlmaier, militare tedesco (n. 1894)
- 27 luglio - Aleksandăr Cankov, politico bulgaro (n. 1879)
- 28 luglio - Charles Laeser, ciclista su strada svizzero (n. 1879)
- 28 luglio - Roald Larsen, pattinatore di velocità su ghiaccio norvegese (n. 1897)
- 28 luglio - Fratelli Varian, ingegnere, inventore e aviatore statunitense (n. 1898)
- 29 luglio - Anselmo Catalán, abate spagnolo (n. 1878)
- 29 luglio - Tsutsumi Fusaki, generale giapponese (n. 1890)
- 29 luglio - Raffaello Silvestrini, medico italiano (n. 1868)
- 29 luglio - Margaret Tarrant, artista inglese (n. 1888)
- 29 luglio - Rafael Heliodoro Valle, giornalista, diplomatico e storico honduregno (n. 1891)
- 30 luglio - Heinie Conklin, attore statunitense (n. 1886)
- 30 luglio - Arturo Vacca Maggiolini, generale e politico italiano (n. 1872)
- 30 luglio - María Venegas de la Torre, religiosa messicana (n. 1868)
- 30 luglio - Oskar Vogt, neurologo tedesco (n. 1870)
- 31 luglio - Germaine Richier, scultrice francese (n. 1902)

## Agosto(66)
- 1º agosto - Jean Behra, pilota motociclistico e pilota automobilistico francese (n. 1921)
- 1º agosto - Ivor Bueb, pilota automobilistico britannico (n. 1923)
- 1º agosto - Francis de Miomandre, scrittore francese (n. 1880)
- 2 agosto - Jean Benoît-Lévy, regista francese (n. 1888)
- 2 agosto - Arthur Jeffery, orientalista e arabista australiano (n. 1892)
- 3 agosto - Carlo Antoni, filosofo, storico della filosofia e politico italiano (n. 1896)
- 3 agosto - Fernando Carpi, tenore italiano (n. 1876)
- 3 agosto - Paul Forell, calciatore tedesco (n. 1892)
- 3 agosto - Jakob Nielsen, matematico danese (n. 1890)
- 4 agosto - Ioan Bălan, vescovo cattolico rumeno (n. 1880)
- 5 agosto - Frank Godwin, illustratore e fumettista statunitense (n. 1889)
- 6 agosto - Edmund Pueschel, ginnasta e multiplista statunitense (n. 1883)
- 6 agosto - Preston Sturges, sceneggiatore e regista cinematografico statunitense (n. 1898)
- 6 agosto - Alberto Vaccarezza, poeta e drammaturgo argentino (n. 1886)
- 7 agosto - Armas Launis, compositore, etnomusicologo e giornalista finlandese (n. 1884)
- 7 agosto - Jacob Baart de la Faille, storico dell'arte e scrittore olandese (n. 1886)
- 8 agosto - Albert Namatjira, pittore australiano (n. 1902)
- 8 agosto - Friedrich Panzinger, militare tedesco (n. 1903)
- 8 agosto - Francesco Salamone, architetto e ingegnere italiano (n. 1897)
- 8 agosto - Luigi Sturzo, presbitero e politico italiano (n. 1871)
- 8 agosto - Henry St. George Tucker, vescovo anglicano statunitense (n. 1874)
- 9 agosto - Emil František Burian, drammaturgo, poeta e giornalista cecoslovacco (n. 1904)
- 9 agosto - Noboru Ishizaki, ammiraglio giapponese (n. 1893)
- 10 agosto - Umberto Calosso, giornalista e politico italiano (n. 1895)
- 10 agosto - Lafe McKee, attore statunitense (n. 1872)
- 10 agosto - Camillo Zemi, discobolo e martellista italiano (n. 1898)
- 11 agosto - Georges Hatot, regista e sceneggiatore francese (n. 1876)
- 11 agosto - David Pinski, scrittore e sceneggiatore russo (n. 1872)
- 12 agosto - Giulio Gabrielli, alpinista italiano (n. 1932)
- 12 agosto - Antonio Moscatelli, generale e aviatore italiano (n. 1905)
- 12 agosto - Max Nonne, medico tedesco (n. 1861)
- 13 agosto - Edmondo Caccuri, magistrato e politico italiano (n. 1903)
- 13 agosto - Roberto De Vito, politico italiano (n. 1867)
- 14 agosto - Henry Garat, attore francese (n. 1902)
- 14 agosto - Pál Jávor, attore ungherese (n. 1902)
- 15 agosto - Pavel Golia, poeta e drammaturgo sloveno (n. 1887)
- 15 agosto - Jules Marcadet, dirigente sportivo francese (n. 1866)
- 16 agosto - William Halsey, ammiraglio statunitense (n. 1882)
- 16 agosto - Wanda Landowska, clavicembalista polacca (n. 1879)
- 17 agosto - Regina Doria, ballerina e coreografa italiana (n. 1901)
- 17 agosto - Franz Putzendopler, allenatore di calcio austriaco (n. 1890)
- 18 agosto - Arturo Reggio, avvocato e politico italiano (n. 1879)
- 19 agosto - Jacob Epstein, scultore e pittore statunitense (n. 1880)
- 19 agosto - Otto Jungtow, calciatore tedesco (n. 1892)
- 19 agosto - Adolfo Lucarini, scultore e pittore italiano (n. 1890)
- 19 agosto - Blind Willie McTell, cantante, compositore e chitarrista statunitense (n. 1901)
- 19 agosto - Jan Starý, calciatore boemo (n. 1884)
- 20 agosto - Joseph Besset, imprenditore francese (n. 1890)
- 20 agosto - Aleksandr Evreinov, arcivescovo cattolico russo (n. 1877)
- 20 agosto - Alfred Kubin, illustratore, litografo e pittore austriaco (n. 1877)
- 20 agosto - Guido Larcher, politico italiano (n. 1867)
- 22 agosto - David Meiklejohn, calciatore e allenatore di calcio scozzese (n. 1900)
- 22 agosto - Attilio Tissi, alpinista, antifascista e politico italiano (n. 1900)
- 22 agosto - Hermann Tittel, generale tedesco (n. 1888)
- 24 agosto - Ivo Fairbairn-Crawford, mezzofondista e militare britannico (n. 1884)
- 25 agosto - Vittorio Tedesco Zammarano, militare, esploratore e scrittore italiano (n. 1890)
- 26 agosto - Felice Romano, attore italiano (n. 1900)
- 27 agosto - Fred Jackman, regista, direttore della fotografia e effettista statunitense (n. 1881)
- 28 agosto - Georges Lefebvre, storico francese (n. 1874)
- 28 agosto - Raphael Lemkin, avvocato e giurista polacco (n. 1900)
- 28 agosto - Bohuslav Martinů, compositore ceco (n. 1890)
- 29 agosto - René Bauwens, pallanuotista belga (n. 1894)
- 29 agosto - Paul Theodor Range, naturalista e geologo tedesco (n. 1879)
- 30 agosto - David Oliver Cauldwell, sessuologo statunitense (n. 1897)
- 30 agosto - Ed Elisian, pilota automobilistico statunitense (n. 1926)
- 31 agosto - Bruno Dugoni, calciatore italiano (n. 1905)

## Settembre(75)
- 1º settembre - Cesare Manaresi, archivista, paleografo e diplomatista italiano (n. 1880)
- 1º settembre - Curt Rothenberger, giurista tedesco (n. 1896)
- 1º settembre - Frithjof Tønnesen, calciatore norvegese (n. 1894)
- 2 settembre - Lajos Weber, calciatore ungherese (n. 1904)
- 3 settembre - Giovanni del Liechtenstein, militare austriaco (n. 1873)
- 3 settembre - Mary H. O'Connor, sceneggiatrice e attrice statunitense (n. 1872)
- 4 settembre - Hazel Buckham, attrice statunitense (n. 1888)
- 4 settembre - Otto Schindler, ittiologo e zoologo tedesco (n. 1906)
- 4 settembre - Jean Houzeau de Lehaie, biologo belga (n. 1867)
- 5 settembre - Henri Bellocq, calciatore francese (n. 1884)
- 6 settembre - Adolfo Covi, pilota motociclistico italiano (n. 1932)
- 6 settembre - Edmund Gwenn, attore britannico (n. 1877)
- 6 settembre - Kay Kendall, attrice britannica (n. 1927)
- 7 settembre - Carlo Biscaretti di Ruffia, illustratore, storico e progettista italiano (n. 1879)
- 7 settembre - Maurice Duplessis, politico canadese (n. 1890)
- 7 settembre - Virgilio Riento, attore italiano (n. 1889)
- 7 settembre - Alberto Vassallo di Torregrossa, arcivescovo cattolico italiano (n. 1865)
- 8 settembre - Clemente Bovi, militare italiano (n. 1926)
- 8 settembre - Gabrielle Fontan, attrice francese (n. 1873)
- 9 settembre - Ramón Fonst, schermidore e dirigente sportivo cubano (n. 1883)
- 9 settembre - Thomas Anthony Welch, vescovo cattolico statunitense (n. 1884)
- 10 settembre - Gustav Gottenkieny, calciatore svizzero (n. 1896)
- 11 settembre - Ettore D'Amore, militare italiano (n. 1909)
- 11 settembre - Paul Douglas, attore statunitense (n. 1907)
- 12 settembre - Shin'ichi Himori, attore giapponese (n. 1907)
- 13 settembre - Howard Gould, imprenditore statunitense (n. 1871)
- 13 settembre - Adrian, costumista statunitense (n. 1903)
- 13 settembre - Diomira Jacobini, attrice italiana (n. 1899)
- 13 settembre - Alfonsina Strada, ciclista su strada italiana (n. 1891)
- 14 settembre - Umberto Crudeli, matematico e fisico italiano (n. 1878)
- 14 settembre - Bob Doll, cestista statunitense (n. 1919)
- 14 settembre - Ede Herczog, arbitro di calcio e allenatore di calcio ungherese (n. 1880)
- 14 settembre - Wayne Morris, attore statunitense (n. 1914)
- 15 settembre - Rodolfo Blecich, calciatore italiano (n. 1912)
- 16 settembre - Donald McKinlay, calciatore scozzese (n. 1891)
- 17 settembre - Giovanni Ghedini, medico italiano (n. 1877)
- 17 settembre - Adolf Kajpr, presbitero ceco (n. 1902)
- 17 settembre - Marino Marini, aviatore italiano (n. 1911)
- 18 settembre - Walter Bathe, nuotatore tedesco (n. 1892)
- 18 settembre - Benjamin Péret, poeta francese (n. 1899)
- 18 settembre - Adolf Ziegler, pittore e politico tedesco (n. 1892)
- 19 settembre - John Merton, attore statunitense (n. 1901)
- 20 settembre - Arturo Gallea, direttore della fotografia italiano (n. 1895)
- 20 settembre - Olin Howland, attore statunitense (n. 1886)
- 20 settembre - Jay Nash McCrea, pistard statunitense (n. 1887)
- 20 settembre - Giuseppe Rapetti, calciatore italiano (n. 1905)
- 20 settembre - Mario Stoppani, aviatore italiano (n. 1895)
- 21 settembre - Agnes Nicholls, soprano inglese (n. 1876)
- 21 settembre - Ėsfir' Il'inična Šub, regista e montatrice sovietica (n. 1894)
- 22 settembre - Josef Matthias Hauer, compositore e musicologo austriaco (n. 1883)
- 22 settembre - Edmund Ironside, ufficiale britannico (n. 1880)
- 22 settembre - Jane Winton, attrice, ballerina e cantante statunitense (n. 1905)
- 23 settembre - George Padmore, politico trinidadiano (n. 1902)
- 24 settembre - Manuel Lezaeta Acharán, scrittore cileno (n. 1881)
- 24 settembre - Sigismondo Martini, architetto e pittore italiano (n. 1883)
- 24 settembre - Wolfgang Paalen, pittore e scultore austriaco (n. 1905)
- 25 settembre - Helen Broderick, attrice statunitense (n. 1891)
- 25 settembre - Anthony Carfano, mafioso italiano (n. 1895)
- 25 settembre - Ennio Porrino, compositore italiano (n. 1910)
- 26 settembre - Solomon Bandaranaike, politico singalese (n. 1899)
- 26 settembre - Ludwig Hofmeister, calciatore tedesco (n. 1887)
- 26 settembre - Leslie Morshead, generale australiano (n. 1889)
- 27 settembre - Antonio Ferrarese, politico italiano (n. 1888)
- 27 settembre - Kathleen Myers, attrice statunitense (n. 1899)
- 28 settembre - Giulio Belvederi, archeologo e presbitero italiano (n. 1882)
- 28 settembre - Rudolf Caracciola, pilota automobilistico tedesco (n. 1901)
- 28 settembre - Oscar Griswold, generale statunitense (n. 1886)
- 28 settembre - Józef Kotlarczyk, calciatore polacco (n. 1907)
- 28 settembre - Vincent Richards, tennista statunitense (n. 1903)
- 28 settembre - Quinto Santoli, storico e bibliotecario italiano (n. 1875)
- 29 settembre - Julius Beresford, canottiere britannico (n. 1868)
- 29 settembre - Ugo Pizzarello, generale italiano (n. 1877)
- 30 settembre - Armando Carlini, filosofo italiano (n. 1878)
- 30 settembre - Taylor Holmes, attore statunitense (n. 1878)
- 30 settembre - Johannes Riemann, attore, regista e sceneggiatore tedesco (n. 1887)

## Ottobre(74)
- 1º ottobre - Enrico De Nicola, politico e avvocato italiano (n. 1877)
- 1º ottobre - José Humberto Paparoni, vescovo cattolico venezuelano (n. 1920)
- 1º ottobre - Elena Săcălici, ginnasta rumena (n. 1935)
- 2 ottobre - William Guy Carr, scrittore e ufficiale canadese (n. 1895)
- 2 ottobre - Ugo Palmerini, drammaturgo italiano (n. 1882)
- 2 ottobre - Hugo Rietmann, imprenditore, calciatore e arbitro di calcio svizzero (n. 1886)
- 2 ottobre - Giovanni Serra, medico e saggista italiano (n. 1894)
- 3 ottobre - Karl Burger, calciatore tedesco (n. 1883)
- 3 ottobre - Bortolo Galletto, politico italiano (n. 1889)
- 4 ottobre - Shimon Fritz Bodenheimer, entomologo e zoologo israeliano (n. 1897)
- 4 ottobre - Vito Massarotti, medico e psichiatra italiano (n. 1881)
- 5 ottobre - Gyula Rumbold, calciatore ungherese (n. 1887)
- 5 ottobre - Alberto Zardo, pittore e illustratore italiano (n. 1876)
- 6 ottobre - Bernard Berenson, storico dell'arte e collezionista d'arte statunitense (n. 1865)
- 6 ottobre - Balthasar van der Pol, fisico olandese (n. 1889)
- 7 ottobre - Sidney Clive, generale inglese (n. 1874)
- 7 ottobre - Giovanni Germanetto, giornalista, scrittore e sindacalista italiano (n. 1885)
- 7 ottobre - Christina Karnebeek-Backs, supercentenaria olandese (n. 1849)
- 7 ottobre - Mario Lanza, tenore, attore e showman statunitense (n. 1921)
- 8 ottobre - Guillermo Riveros, calciatore cileno (n. 1906)
- 9 ottobre - Shirō Ishii, criminale di guerra, microbiologo e generale giapponese (n. 1892)
- 9 ottobre - Henry Tizard, scienziato britannico (n. 1885)
- 10 ottobre - Vilmos Dán, calciatore ungherese (n. 1903)
- 11 ottobre - Bert Bell, allenatore di football americano e dirigente sportivo statunitense (n. 1895)
- 11 ottobre - Louis Page, calciatore e allenatore di calcio inglese (n. 1899)
- 11 ottobre - Oswald Pirow, politico sudafricano (n. 1890)
- 11 ottobre - Yitzchak Zev Soloveitchik, rabbino e educatore bielorusso (n. 1886)
- 12 ottobre - Arnolt Bronnen, drammaturgo e regista austriaco (n. 1895)
- 12 ottobre - Antero Leonardo Canale, generale italiano (n. 1879)
- 12 ottobre - Mario Mannucci, calciatore italiano (n. 1906)
- 13 ottobre - Attilio Nani, scultore italiano (n. 1901)
- 14 ottobre - Giordano Colaussi, calciatore italiano (n. 1911)
- 14 ottobre - Errol Flynn, attore statunitense (n. 1909)
- 14 ottobre - Giuseppe Palamà, matematico italiano (n. 1888)
- 14 ottobre - Phetsarath Rattanavongsa, politico e patriota laotiano (n. 1890)
- 15 ottobre - Stepan Bandera, politico e militare ucraino (n. 1909)
- 15 ottobre - Lipót Fejér, matematico ungherese (n. 1880)
- 16 ottobre - Arrigo Cairo, avvocato e politico italiano (n. 1894)
- 16 ottobre - George Marshall, generale e politico statunitense (n. 1880)
- 17 ottobre - Alexander Young, calciatore scozzese (n. 1880)
- 18 ottobre - Charles Bugbee, pallanuotista britannico (n. 1887)
- 18 ottobre - Boughéra El Ouafi, maratoneta francese (n. 1899)
- 20 ottobre - Werner Krauss, attore tedesco (n. 1884)
- 20 ottobre - Clary McKerrow, giocatore di lacrosse canadese (n. 1877)
- 20 ottobre - Gustav Roller, calciatore tedesco (n. 1895)
- 21 ottobre - Olive Blakeney, attrice statunitense (n. 1894)
- 21 ottobre - Héctor Licudi, scrittore e giornalista britannico
- 22 ottobre - Roberto D'Alessandro, calciatore argentino (n. 1919)
- 22 ottobre - Giuseppe Moroni, pittore italiano (n. 1888)
- 22 ottobre - Enrico Reposi, giornalista, scrittore e poeta italiano (n. 1913)
- 23 ottobre - Sergej Agababov, compositore armeno (n. 1926)
- 23 ottobre - Gerda Lundequist, attrice svedese (n. 1871)
- 24 ottobre - Dolores Duran, cantante e compositrice brasiliana (n. 1930)
- 25 ottobre - Amy Bernardy, giornalista e storica italiana (n. 1880)
- 25 ottobre - Elliott Van Zandt, allenatore di pallacanestro, allenatore di baseball e preparatore atletico statunitense (n. 1915)
- 26 ottobre - Eduardo Bianco, compositore, violinista e direttore d'orchestra argentino (n. 1892)
- 26 ottobre - Ernst Fast, maratoneta svedese (n. 1881)
- 26 ottobre - Gennaro Hayasaka, vescovo cattolico giapponese (n. 1883)
- 26 ottobre - Pedro Hugo López, calciatore cileno (n. 1927)
- 26 ottobre - Nikolaus von Vormann, generale tedesco (n. 1895)
- 27 ottobre - Ventura García Calderón, scrittore e diplomatico peruviano (n. 1886)
- 27 ottobre - Martin Hawkins, ostacolista statunitense (n. 1888)
- 28 ottobre - Camilo Cienfuegos, rivoluzionario e guerrigliero cubano (n. 1932)
- 28 ottobre - Michele Saponaro, scrittore e biografo italiano (n. 1885)
- 29 ottobre - Edith Clarke, ingegnera e docente statunitense (n. 1883)
- 29 ottobre - Aleksandr Dmitrievič Dubjago, astronomo russo (n. 1903)
- 29 ottobre - William Suida, storico dell'arte e collezionista d'arte austriaco (n. 1870)
- 29 ottobre - Sisavang Vong, re laotiano (n. 1885)
- 30 ottobre - Noel Francis, attrice statunitense (n. 1906)
- 30 ottobre - Cesarino Franco, compositore e flautista italiano (n. 1884)
- 31 ottobre - Jean Cabannes, fisico francese (n. 1885)
- 31 ottobre - Alfonso Dolce, commediografo italiano (n. 1882)
- 31 ottobre - Gustav Gihr, generale tedesco (n. 1894)
- 31 ottobre - Giuseppe Notarianni, politico e avvocato italiano (n. 1889)

## Novembre(78)
- 1º novembre - Antonín Carvan, calciatore cecoslovacco (n. 1901)
- 1º novembre - Plinio Fraccaro, storico italiano (n. 1883)
- 1º novembre - George Richards, calciatore inglese (n. 1880)
- 1º novembre - Zhang Jinghui, generale e politico cinese (n. 1871)
- 2 novembre - Federico Tedeschini, cardinale e arcivescovo cattolico italiano (n. 1873)
- 3 novembre - Silvio Negro, giornalista e saggista italiano (n. 1897)
- 3 novembre - Giovanni Battista Zenati, generale italiano (n. 1886)
- 4 novembre - Antonio Benassi, allenatore di calcio e calciatore italiano (n. 1903)
- 4 novembre - Friedrich Waismann, filosofo austriaco (n. 1896)
- 4 novembre - I. A. R. Wylie, scrittrice e poetessa australiana (n. 1885)
- 5 novembre - Francesco Amendola, politico italiano (n. 1881)
- 5 novembre - Louis-Joseph-Marie Auneau, missionario e vescovo cattolico francese (n. 1876)
- 5 novembre - Giuseppe Turbiani, arbitro di calcio e dirigente sportivo italiano (n. 1893)
- 6 novembre - José P. Laurel, politico, avvocato e giudice filippino (n. 1891)
- 6 novembre - Ivan Il'ič Leonidov, architetto, urbanista e pittore russo (n. 1902)
- 6 novembre - Kurt Runge, canottiere tedesco (n. 1887)
- 6 novembre - Gino Sandri, pittore italiano (n. 1892)
- 7 novembre - James Mason, attore statunitense (n. 1889)
- 7 novembre - Victor McLaglen, attore britannico (n. 1886)
- 7 novembre - Muhammad Mahabat Khanji III, principe indiano (n. 1900)
- 7 novembre - Luigi Sansonetti, ammiraglio italiano (n. 1888)
- 8 novembre - Heleno de Freitas, calciatore brasiliano (n. 1920)
- 8 novembre - William Langer, politico e avvocato statunitense (n. 1886)
- 9 novembre - Ramón Cabanillas, poeta spagnolo (n. 1876)
- 9 novembre - Attilio Gallo, calciatore italiano (n. 1917)
- 9 novembre - Eero Lehtonen, multiplista finlandese (n. 1898)
- 9 novembre - Niranjan Pal, regista e sceneggiatore indiano (n. 1889)
- 10 novembre - Felix Jacoby, filologo classico, grecista e bibliografo tedesco (n. 1876)
- 10 novembre - Julius Keyl, velocista, ostacolista e ginnasta tedesco (n. 1877)
- 10 novembre - Lupino Lane, attore e regista inglese (n. 1892)
- 11 novembre - Charles Chauvel, regista, sceneggiatore e attore australiano (n. 1897)
- 11 novembre - Tommaso David, marinaio e militare italiano (n. 1875)
- 11 novembre - Al LeConey, velocista statunitense (n. 1901)
- 11 novembre - Giovanni Minozzi, presbitero italiano (n. 1884)
- 12 novembre - Amilcare Beretta, nuotatore, pugile e pallanuotista italiano (n. 1885)
- 12 novembre - Luigi Sculli, calciatore italiano (n. 1921)
- 15 novembre - Hal Clarendon, attore statunitense (n. 1876)
- 15 novembre - Charles Thomson Rees Wilson, fisico britannico (n. 1869)
- 16 novembre - Georg Brunner, hockeista su prato tedesco (n. 1897)
- 16 novembre - Oskar Naegeli, dermatologo e scacchista svizzero (n. 1885)
- 17 novembre - Saverio Gatto, scultore, pittore e disegnatore italiano (n. 1877)
- 17 novembre - Robert Roth, lottatore svizzero (n. 1898)
- 17 novembre - Heitor Villa-Lobos, compositore e polistrumentista brasiliano (n. 1887)
- 17 novembre - Leopoldo Zurlo, politico italiano (n. 1875)
- 18 novembre - Aleksandr Jakovlevič Chinčin, matematico sovietico (n. 1894)
- 18 novembre - Nicola Garrone, economista italiano (n. 1877)
- 18 novembre - Paul Lebeau, chimico francese (n. 1868)
- 18 novembre - Maurice Vandendriessche, calciatore francese (n. 1887)
- 19 novembre - Edward Tolman, psicologo statunitense (n. 1886)
- 20 novembre - Tullio Ascarelli, giurista e avvocato italiano (n. 1903)
- 20 novembre - Sylvia Lopez, attrice e modella francese (n. 1933)
- 20 novembre - Alfonso López Pumarejo, politico colombiano (n. 1886)
- 20 novembre - Carl Moser, politico e agronomo svizzero (n. 1867)
- 21 novembre - Max Baer, pugile e attore statunitense (n. 1909)
- 21 novembre - Pietro Bellora, politico e imprenditore italiano (n. 1891)
- 21 novembre - Bertus Freese, calciatore olandese (n. 1902)
- 22 novembre - Sam M. Lewis, paroliere, compositore e cantante statunitense (n. 1885)
- 22 novembre - Molla Mallory, tennista norvegese (n. 1884)
- 22 novembre - Mario Mazza, educatore italiano (n. 1882)
- 22 novembre - Frank O'Connor, attore, regista e sceneggiatore statunitense (n. 1897)
- 22 novembre - Jaroslav Skobla, sollevatore cecoslovacco (n. 1899)
- 23 novembre - Agostino Burgarella, ingegnere e politico italiano (n. 1884)
- 23 novembre - Lina Pasini Vitale, soprano italiano (n. 1872)
- 24 novembre - Boris Michajlovič Ėjchenbaum, storico e critico letterario sovietico (n. 1886)
- 24 novembre - Ion Gigurtu, ingegnere e politico rumeno (n. 1886)
- 24 novembre - Maurice Leturgie, ciclista su strada e pistard francese (n. 1886)
- 25 novembre - Jean Grémillon, regista francese (n. 1901)
- 25 novembre - Ernest Jansen, politico sudafricano (n. 1881)
- 25 novembre - Gérard Philipe, attore francese (n. 1922)
- 25 novembre - Robert Smyth McColl, calciatore e imprenditore scozzese (n. 1876)
- 26 novembre - Albert Ketèlbey, compositore e pianista inglese (n. 1875)
- 27 novembre - Grenville Morris, calciatore gallese (n. 1877)
- 28 novembre - Davide Augusto Albarin, antifascista italiano (n. 1881)
- 28 novembre - Bruno Revel, francesista, germanista e traduttore italiano (n. 1895)
- 29 novembre - Fritz Brun, compositore e direttore d'orchestra svizzero (n. 1878)
- 29 novembre - Hans Henny Jahnn, scrittore tedesco (n. 1894)
- 29 novembre - Francesco Signore, vulcanologo italiano (n. 1886)
- 30 novembre - Georg Schumann, calciatore tedesco (n. 1898)

## Dicembre(78)
- 1º dicembre - Jur Hronec, matematico e pedagogista slovacco (n. 1881)
- 2 dicembre - John August Anderson, astronomo statunitense (n. 1876)
- 2 dicembre - Stanisław Cikowski, calciatore polacco (n. 1899)
- 2 dicembre - Antonio Savasta, compositore italiano (n. 1873)
- 3 dicembre - Ciro Giannelli, bibliotecario, filologo classico e bizantinista italiano (n. 1905)
- 3 dicembre - Charles Lyon, generale inglese (n. 1878)
- 3 dicembre - Knut Nilsson, calciatore svedese (n. 1887)
- 4 dicembre - Hubert Marischka, tenore, regista e sceneggiatore austriaco (n. 1882)
- 4 dicembre - Amerigo Ruggiero, giornalista, scrittore e veterinario italiano (n. 1878)
- 5 dicembre - Maurice Burrus, filatelista e politico francese (n. 1882)
- 5 dicembre - Percival Davson, schermidore e tennista britannico (n. 1877)
- 5 dicembre - Alcides Paiva, pallanuotista brasiliano (n. 1894)
- 5 dicembre - Frank Schell, canottiere statunitense (n. 1884)
- 5 dicembre - Merico Zuccari, militare italiano (n. 1906)
- 6 dicembre - Fritz Bache, calciatore tedesco (n. 1898)
- 6 dicembre - Hugo Blaschke, dentista tedesco (n. 1881)
- 6 dicembre - Emil Bock, teologo tedesco (n. 1895)
- 6 dicembre - Will Louis, regista, attore e sceneggiatore statunitense (n. 1873)
- 6 dicembre - Erhard Schmidt, matematico tedesco (n. 1876)
- 7 dicembre - Charlie Hall, attore inglese (n. 1899)
- 8 dicembre - Wilhelm Grimmelmann, ginnasta danese (n. 1893)
- 8 dicembre - Iivari Kyykoski, ginnasta finlandese (n. 1881)
- 8 dicembre - Jorge Moreau, nuotatore e pallanuotista argentino (n. 1908)
- 8 dicembre - Raffaele Pettazzoni, storico delle religioni italiano (n. 1883)
- 9 dicembre - Tony Canzoneri, pugile statunitense (n. 1908)
- 9 dicembre - Giovanni Inghilleri, baritono italiano (n. 1894)
- 9 dicembre - Frank König, calciatore, allenatore di calcio e arbitro di calcio svizzero (n. 1874)
- 9 dicembre - Matvej Konstantinovič Muranov, rivoluzionario e politico sovietico (n. 1873)
- 9 dicembre - Raffaele Pucci, politico e medico italiano (n. 1906)
- 10 dicembre - Henri Vidal, attore francese (n. 1919)
- 11 dicembre - Jim Bottomley, giocatore di baseball statunitense (n. 1900)
- 11 dicembre - Gustaf Johnsson, ginnasta e diplomatico svedese (n. 1890)
- 12 dicembre - Lorenzo Dalmazzo, generale italiano (n. 1886)
- 12 dicembre - Gyula Kiss, calciatore ungherese (n. 1916)
- 12 dicembre - Hans Kämpfer, calciatore svizzero (n. 1885)
- 12 dicembre - Aldo Mantovani, fantino italiano (n. 1891)
- 12 dicembre - Russell Simpson, attore statunitense (n. 1877)
- 13 dicembre - Peter Platzer, calciatore austriaco (n. 1910)
- 13 dicembre - Ingrid Vang Nyman, illustratrice danese (n. 1916)
- 13 dicembre - Jiří Weil, scrittore ceco (n. 1900)
- 14 dicembre - Armando Cougnet, giornalista italiano (n. 1880)
- 14 dicembre - Stanley Spencer, pittore britannico (n. 1891)
- 14 dicembre - Edna Wallace Hopper, attrice statunitense (n. 1874)
- 16 dicembre - François Gény, giurista francese (n. 1861)
- 16 dicembre - Sergej Dmitrievič Vasil'ev, regista e sceneggiatore sovietico (n. 1900)
- 17 dicembre - Paul Kohl, ciclista su strada e pistard tedesco (n. 1894)
- 18 dicembre - Vittorio Anedda, dirigente d'azienda e archeologo italiano (n. 1876)
- 18 dicembre - Felice Perussia, medico italiano (n. 1885)
- 19 dicembre - Cecil Harcourt, ammiraglio britannico (n. 1892)
- 19 dicembre - Carlo Lombardo, compositore e librettista italiano (n. 1869)
- 19 dicembre - Andrés Martínez Trueba, chimico e politico uruguaiano (n. 1884)
- 19 dicembre - Béla Sebestyén, calciatore ungherese (n. 1885)
- 20 dicembre - Jenő Bory, scultore e architetto ungherese (n. 1879)
- 21 dicembre - Jacob Bernstein, scacchista statunitense (n. 1885)
- 21 dicembre - Arvi Pohjanpää, ginnasta finlandese (n. 1887)
- 21 dicembre - Matteo Tosi, compositore e direttore di coro italiano (n. 1884)
- 22 dicembre - Eraldo Fico, operaio e partigiano italiano (n. 1915)
- 22 dicembre - Gilda Gray, ballerina e attrice polacca (n. 1901)
- 22 dicembre - Pasquale Jannaccone, economista italiano (n. 1872)
- 22 dicembre - Ekaterina Aleksandrovna Jur'evskaja, russa (n. 1878)
- 23 dicembre - Edward Wood, I conte di Halifax, politico britannico (n. 1881)
- 24 dicembre - William Cameron Forbes, banchiere e diplomatico statunitense (n. 1870)
- 24 dicembre - Federico Frigerio, architetto italiano (n. 1873)
- 24 dicembre - Edmund Goulding, regista e sceneggiatore britannico (n. 1891)
- 25 dicembre - Zoltán Blum, calciatore ungherese (n. 1892)
- 26 dicembre - Alberto Colantuoni, scrittore, giornalista e drammaturgo italiano (n. 1874)
- 26 dicembre - Vito Mario Stampacchia, politico italiano (n. 1872)
- 26 dicembre - Jack Tresadern, calciatore e allenatore di calcio inglese (n. 1890)
- 26 dicembre - Pierre de Gaulle, partigiano e politico francese (n. 1897)
- 27 dicembre - Settimo Bocconi, incisore e museologo italiano (n. 1875)
- 27 dicembre - Shah Mahmud Khan, politico afghano (n. 1887)
- 27 dicembre - Alfonso Reyes, scrittore, poeta e diplomatico messicano (n. 1889)
- 28 dicembre - Fernand Bouisson, politico francese (n. 1874)
- 28 dicembre - Walther Buhle, generale tedesco (n. 1894)
- 28 dicembre - Luigi Loperfido, sindacalista, artista e predicatore italiano (n. 1877)
- 28 dicembre - Ante Pavelić, politico croato (n. 1889)
- 29 dicembre - Dan Caslar, compositore italiano (n. 1888)
- 31 dicembre - Arturo Giovannitti, sindacalista, attivista e poeta italiano (n. 1884)

## Senza giorno specificato(77)
- Jerome Alexander, chimico statunitense (n. 1876)
- George Anderson, calciatore inglese (n. 1893)
- Georgij Antonov, fisico polacco (n. 1880)
- Luis Araquistáin, scrittore spagnolo (n. 1886)
- René Arcos, poeta e scrittore francese (n. 1881)
- Clotilde Crespo de Arvelo, scrittrice e poetessa venezuelana (n. 1887)
- Carlo Baragiola, politico e imprenditore italiano (n. 1890)
- Carlo Bay, calciatore italiano (n. 1901)
- Raymond Bayer, filosofo francese (n. 1898)
- Ben Benson, scrittore statunitense (n. 1915)
- Giulio Bertagna, dirigente d'azienda, avvocato e politico italiano (n. 1894)
- Ādolfs Blūzmanis, calciatore lettone (n. 1901)
- Emma Bonazzi, pittrice, disegnatrice e illustratrice italiana (n. 1881)
- Francesco Bonfanti, ingegnere e architetto italiano (n. 1898)
- Carlo Bornate, storico italiano (n. 1871)
- Giovanni Bottaioli, politico italiano (n. 1900)
- Louis Borgex, pittore e incisore francese (n. 1873)
- Luigi Brusotti, matematico italiano (n. 1877)
- Alfred Burne, ufficiale e storico britannico (n. 1886)
- Alexander Butler, regista, attore e sceneggiatore britannico (n. 1869)
- Alessandro Butti, grafico e disegnatore italiano (n. 1893)
- Umberto Calzoni, archeologo italiano (n. 1881)
- Andrea Canestri, giornalista, scrittore e poeta italiano (n. 1896)
- Francesco Carini, pittore italiano (n. 1883)
- Giuseppe Cerrina, pittore italiano (n. 1882)
- Guglielmo Ciarlantini, pittore e architetto italiano (n. 1881)
- Anton Dante Coda, politico italiano (n. 1899)
- Adone Comboni, pittore e scultore italiano (n. 1880)
- Jean-René Cruchet, medico francese (n. 1875)
- Leonardo D'Addabbo, bibliotecario e politico italiano (n. 1893)
- Eusebio Díaz, calciatore paraguaiano (n. 1898)
- Peter Egge, scrittore norvegese (n. 1869)
- Carol Frech, calciatore rumeno (n. 1896)
- Arturo Ghergo, fotografo italiano (n. 1901)
- Arnold Hartley Gibson, ingegnere britannico (n. 1878)
- Giuseppe Zucca, scrittore e sceneggiatore italiano (n. 1887)
- Zakaria Goneim, egittologo egiziano (n. 1905)
- Siegfried Großmann, calciatore austriaco (n. 1881)
- Patrick Grundy, matematico inglese (n. 1917)
- Walter Hauser, architetto statunitense (n. 1893)
- Ian Morris Heilbron, chimico inglese (n. 1886)
- Bénédict Pierre Georges Hochreutiner, botanico svizzero (n. 1873)
- Vladimir Jur'evič Jurenev, regista cinematografico sovietico (n. 1895)
- Adam Jurgielewicz, vescovo vetero-cattolico polacco (n. 1895)
- Aleksandr Krotov, calciatore russo (n. 1895)
- Georges Lang, calciatore svizzero
- Alfredo Lenci, direttore della fotografia italiano (n. 1875)
- Michele Lupo Gentile, storico italiano (n. 1880)
- Giusto Massarotto, partigiano e politico italiano (n. 1915)
- Luigi Mazzarello, presbitero italiano (n. 1885)
- Ahmet Muhtar Merter, lottatore turco
- Frederick Albert Mitchell-Hedges, avventuriero e scrittore inglese (n. 1882)
- Cesare Monti, pittore italiano (n. 1891)
- Giovanni Nebbia, calciatore italiano
- Donald Nelson, imprenditore statunitense (n. 1888)
- Roberto Nonveiller, pittore, critico d'arte e mercante d'arte italiano (n. 1917)
- Ivo Pacini, scultore italiano (n. 1883)
- Giovanni Perez, medico e politico italiano (n. 1873)
- Sepa Petta, presbitero italiano (n. 1882)
- Cesare Pezzolo, fisarmonicista italiano (n. 1895)
- Mario Prayer, pittore italiano (n. 1887)
- Jack Prescott, attore e regista statunitense (n. 1880)
- Blair Niles, scrittrice statunitense (n. 1880)
- Osvaldo Sáez, calciatore cileno (n. 1923)
- Jessie Ann Scott, medico e militare neozelandese (n. 1883)
- Luigi Sessa, imprenditore italiano (n. 1887)
- Gaetano e Pietro Sgarabotto, liutaio italiano (n. 1878)
- Werner Spring, bobbista svizzero (n. 1917)
- Tang Hao, storico cinese (n. 1896)
- Giulio Cesare Trabacchi, fisico italiano (n. 1884)
- Jenő Tóth, calciatore ungherese (n. 1901)
- Harold Sines Vance, imprenditore statunitense (n. 1890)
- Hermann Vermeil, matematico tedesco (n. 1889)
- Luigi Villari, storico, viaggiatore e diplomatico italiano (n. 1876)
- Susanne Wantoch, scrittrice, giornalista e traduttrice austriaca (n. 1912)
- Frederick Zeuthen, economista e matematico danese (n. 1888)
- Sa'ud bin Abd al-Aziz bin Sa'ud Al Sa'ud al-Kabir, principe saudita (n. 1878)